# Boomgaardleerschijfzwam
De boomgaardleerschijfzwam (Dermea cerasi) is een schimmel behorend tot de familie Dermateaceae. Hij komt voor op de bast van Prunus. De anamorfe variant staat bekend onder de naam Foveostroma drupacearum.

## Kenmerken
De apothecia (vruchtlichamen) hebben een diameter van 1 tot 3 mm.  De kleur is geelbruin en uiteindelijk grijszwart. De asci meten 10-13 × 90-120 µm. De ascosporen meten 5-8 × 15-20 µm en zijn 0 tot 3 voudig gesepteerd.

## Taxonomie
De soort werd voor het eerst beschreven door Christian Hendrik Persoon en is in 1825 door Elias Magnus Fries als geldige naam vastgelegd.